# فرانشيسكو خوسيه مالدونادو
فرانشيسكو خوسيه مالدونادو (بالإسبانية: Tati Maldonado) (مواليد 2 يونيو 1981 في سان فرناندو - إسبانيا) لاعب كرة قدم إسباني يلعب حاليا لصالح نادي الدرجة الأولى ريال سبورتنغ خيخون الإسباني منذ 2008 في مركز المهاجم كما يجيد اللعب في مركز الوسط المهاجم والجناح الأيمن والأيسر .

## روابط خارجية
- فرانشيسكو خوسيه مالدونادو على موقع قاعدة بيانات كرة القدم.إي يو (الإنجليزية)
- فرانشيسكو خوسيه مالدونادو على موقع Soccerway.com (الإنجليزية)
- فرانشيسكو خوسيه مالدونادو على موقع AS.com (الإسبانية)